# Hiéroglyphe égyptien F46
L'intestin enroulé dans le sens horaire, en hiéroglyphes égyptiens, est classifié dans la section F « Parties de mammifères » de la liste de Gardiner ; il y est noté F46.

## Représentation
Il représente un intestin enroulé dans le sens horaire le pliant en deux fois. Il est translittéré ḳȝb, pẖr ou dbn. 

## Utilisation
| q | A | b | F46 · F51A |

| q | A | b | F46 · F51A |

| q | A | b | F46 |

| q | A | b | F46 |

| m | q | A | b | F46 · Y1 |

| m | q | A | b | F46 · Y1 |

| F46 · r | D54 |

| F46 · r | D54 |

| p · X | r · F46 |

| p · X | r · F46 |

pas (dans une salle), faire le tour (de murailles), envahir (les cœurs), dérouler (un papyrus), déformer, fausser (ce qui est dit) » et dérivés.
| d | b | n · F46 |

| d | b | n · F46 |

| F46 · n | D54 |

| F46 · n | D54 |

| F46 · n | D54 |

| F46 · n | D54 |

de, parcourir, voyager autour de, sillonner, encercler, réapparaître, se reproduire » et dérivés.
| V24 | b | F46 · D54 |

| V24 | b | F46 · D54 |

| w | d | b | F46 · a |

| w | d | b | F46 · a |

| w | d | b | F46 · a |

| w | d | b | F46 · a |

 
rebrousser chemin, revenir n à, détourner (les offrandes de réversion), diriger (une action) r vers (un but), récidiver (maladie) » et dérivés.
| M11 |

| M11 |

Il existe quelques alternatives à cet hiéroglyphe :
| F47 |

| F47 |

| F48 |

| F48 |

| F49 |

| F49 |

## Exemples de mots
| F46 · r | wr · r | N35A | N36 |

| F46 · r | wr · r | N35A | N36 |

| F46 · n | nw | w | D54 |

| F46 · n | nw | w | D54 |

| V25 | b | F46 |

| V25 | b | F46 |